# 竹倉史人
竹倉 史人（たけくら ふみと、1976年 - ）は、日本の人類学者。武蔵野大学客員教授。

## 人物・来歴
東京都世田谷区生まれ。独立研究者として大学講師の他、講演や執筆活動などを行う。
慶應義塾高等学校卒業、慶應義塾大学法学部中退、2000年武蔵野美術大学造形学部映像学科中退、東京大学文科三類入学、2005年東京大学文学部思想文化学科宗教学・宗教史学専修課程卒業。フリーター、会社役員、自営業、予備校講師、家庭教師などを経て、2019年東京工業大学大学院社会理工学研究科価値システム専攻博士課程満期退学。2024年より武蔵野大学客員教授。

## 著書
- 輪廻転生 - <私>をつなぐ生まれ変わりの物語 (講談社) (2015年)
- Spirituality as a Way - The Wisdom of Japan (京都大学学術出版会) (2021年)（共著）
- 土偶を読む - 130年間解かれなかった縄文神話の謎 (晶文社) (2021年)
- 土偶を読む - 図鑑 (小学館) (2022年)
- 世界の土偶を読む - コスチェンキの精霊はなぜ30000年前のユーラシアの森で捕縛されたのか？ (晶文社) (2025年)

## 賞歴
- サントリー学芸賞（2021年）- 『土偶を読む』社会・風俗部門[8]。
- みうらじゅん賞（2021年12月） - 『土偶を読む』で述べた土偶の解釈と、みうらが提唱するゆるキャラに相通ずるものを感じたとの理由。

## 出演

### テレビ
- NHK『おはよう日本』土曜特集（2021年4月）
- NHK WORLD『NEWSROOM TOKYO』（2021年6月）
- NHK『歴史探偵』「縄文レボリューション」（2022年4月）
- BS-TBS『にっぽん！歴史鑑定』（2022年9月）
- BS-TBS Style2030 賢者が映す未来 (2023年5月)

### ネット動画
- NewsPicks『WEEKLY OCHIAI』落合陽一と対談（2022年5月）

### ラジオ
- J-WAVE『GROWING REED』岡田准一（2021年6月6日）
- 文化放送『くにまるジャパン 極』野村邦丸、水谷加奈（2021年10月）
- 文化放送『大竹まこと ゴールデンラジオ!』大竹まこと、小島慶子（2021年10月28日）
- TBSラジオ『週末ノオト』バービー、国山ハセン（ 2021年11月）
- bayfm『LOVE OUR BAY』（2022年2月）
- bayfm『MOTIV‼︎』（2022年6月17日）
- TOKYO FM『THE COMMITMENTS supported by BILLY'S』FPM田中知之、柴田幸子（2022年8月）
- InterFM『循環Radio』新羅慎二、大沢伸一（2022年11月17日、11月24日）
- J-WAVE『GRAND MARQUEE』タカノシンヤ、Celeina Ann（2023年12月28日）
- CBCラジオ『北野誠のズバリ』北野誠、大橋麻美子（2024年10月14日）

### 記事
- 『朝日新聞GLOBE＋』2021年7月 - いとうせいこう、中島岳志と鼎談
- 『with』（講談社）2022年1月号「27歳からの学び方」
- 『with online』（講談社）2022年1月「【大人になっても“学び続ける”意味】独学を極めた研究者に聞く、きっかけを見つけるヒント」
- 『プレジデントFamily』（プレジデント社）2022年1月号「研究者のキョーレツな自宅」
- 『武蔵野樹林』（KADOKAWA）Vol.8 「特別対談  養老孟司×竹倉史人」、寄稿「武蔵野土偶の謎を追え」
- 『文藝春秋』 2022年3月号「土偶はゆるキャラ⁉︎」 - みうらじゅんと対談
- 『Go To School News』（河合塾情報誌） 2022年5月 Vol.1
- 『サライ』（小学館）2022年5月号「話題」

### 講演・イベント
- 「『土偶を読む』をどう読むか」代官山蔦屋書店人文 2021年5月 - 中島岳志と対談
- 「土偶、植物、神話ーー『土偶を読む』刊行記念」ゲンロンカフェ 2021年5月
- 「『土偶を読む』を読む」ALL REVIEWSオンライントーク 2021年7月 - 鹿島茂と対談
- 「Zen2.0」2021年9月
- 「アート×人類学が見る認知フレームの刷新」2021年10月 - 写真家・有元伸也と対談
- 「音楽堂のピクニック オンライントークイベント」神奈川県立音楽堂 2022年3月 - 夢枕獏と対談
- 「時空を超える土偶」和歌山市民図書館（2022年5月）
- 『土偶を読む図鑑』出版記念トークショー 梅田ラテラル（2022年5月）
- 「地球永住計画〜賢者に訊く〜」- 医師・探検家 関野吉晴と対談（2022年6月）
- 「植物と人類学 Journey of Regeneration」（2022年6月）
- 「新説・土偶は語る  全2回」NHK文化センター（2022年10月、11月）

### 寄稿
- シネマ歌舞伎『桜姫東文章』パンフレット「桜姫の香箱あるいは転生の験についての覚書」（2022年4月）
- 日刊ゲンダイ「週間読書日記」（2022年8月）